# Hugh Lofting
Hugh John Lofting (14 de janeiro de 1886—26 de setembro de 1947) foi um engenheiro civil e escritor inglês-americano.

## Carreira
Escritor inglês-americano formado como engenheiro civil, que criou o clássico personagem de literatura infantil Doctor Dolittle. O médico fictício de animais falantes, baseado em uma vila inglesa, apareceu pela primeira vez em cartas ilustradas para seus filhos que Lofting enviou das trincheiras do Exército Britânico na Primeira Guerra Mundial.

## Obras
1. The Story of Doctor Dolittle (1920)
2. The Voyages of Doctor Dolittle (1922)
3. Doctor Dolittle's Post Office (1923)
4. The Story of Mrs Tubbs (1923)
5. Doctor Dolittle's Circus (1924)
6. Porridge Poetry (1924)
7. Doctor Dolittle's Zoo (1925)
8. Doctor Dolittle's Caravan (1926)
9. Doctor Dolittle's Garden (1927)
10. Doctor Dolittle in the Moon (1928)
11. Noisy Nora (1929)
12. The Twilight of Magic  (1930)
13. Gub-Gub's Book, An Encyclopaedia of Food (1932)
14. Doctor Dolittle's Return (1933)
15. Doctor Dolittle's Birthday Book (1936)
16. Tommy, Tilly, and Mrs. Tubbs (1936)
17. Victory for the Slain (1942)
18. Doctor Dolittle and the Secret Lake (1948)
19. Doctor Dolittle and the Green Canary (1950)
20. Doctor Dolittle's Puddleby Adventures (1952)

## Prêmios
- Medalha Newbery (1923)